# Terceiro Comando Puro
Il Terceiro Comando Puro è un'organizzazione criminale brasiliana nata nel 2003 a Rio de Janeiro a seguito della rottura dell'alleanza tra gli Amigos dos Amigos e il Terceiro Comando sancita nel 2000. Per segnare questa rottura i membri decidono di aggiungere l'aggettivo "Puro" ovvero non più alleato. Controllano Senador Camará, Morro do Dendê e Maré.